# 田中武宏
田中 武宏（たなか たけひろ、1961年4月10日 - ）は、兵庫県神戸市出身の元野球選手（外野手）、野球指導者。

## 経歴
舞子高校卒業後の1980年、明治大学文学部に進学し東京六大学野球連盟所属の野球部に入部した。俊足の外野手として出場した。
大学卒業後の1984年、社会人野球の日産自動車に入社し、8年間プレーした。家庭の事情で故郷の関西に戻る必要から将来的な日産野球部指導者としての道もあったが固辞し、退部した。大阪での社業専念後、日産自動車販売会社の兵庫日産自動車に出向した。垂水営業所の営業担当となり、日産・ブルーバード等の日産車の販売業務に携わる。在籍期間の約3年間で約120台近くを販売した。
2011年からは、母校・明治大学野球部のコーチを務めた。2020年、監督に就任した。2024年シーズン終了をもって監督を退任した。

## 著名な教え子
- 野村祐輔
- 島内宏明
- 上本崇司
- 岡大海
- 石川駿
- 関谷亮太
- 山﨑福也
- 糸原健斗
- 福田周平
- 上原健太
- 髙山俊
- 坂本誠志郎
- 菅野剛士
- 柳裕也
- 星知弥
- 佐野恵太
- 吉田大成
- 齊藤大将
- 渡邊佳明
- 森下暢仁
- 伊勢大夢
- 入江大生
- 丸山和郁
- 竹田祐
- 村松開人
- 上田希由翔
- 石原勇輝
- 村田賢一
- 宗山塁
- 浅利太門